# Ernst Rehm (Mediziner)

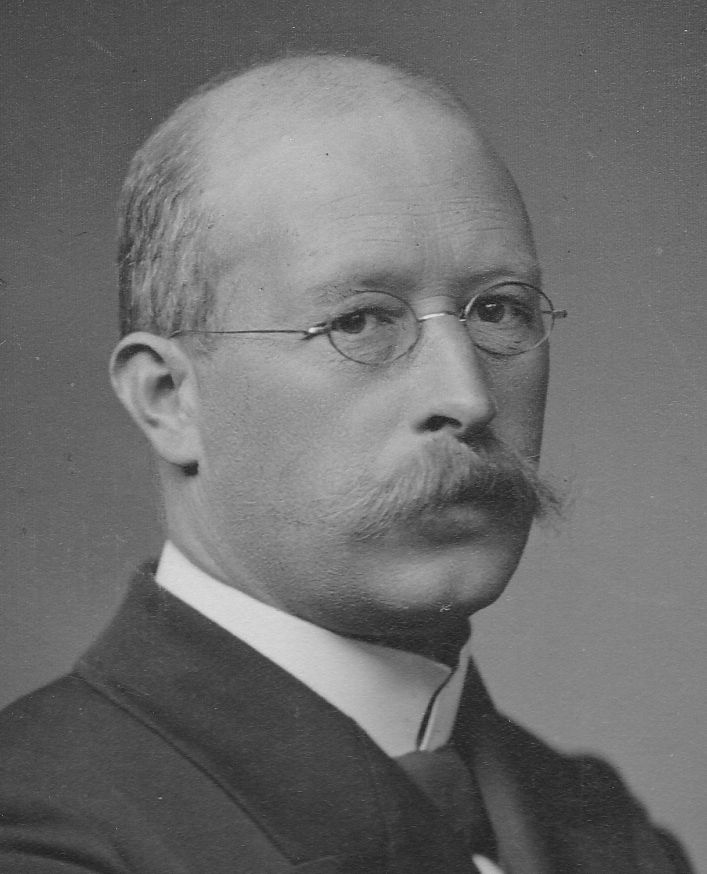
Ernst Rehm 1901

Ernst Rehm (* 15. Januar 1860 in Sugenheim; † 12. April 1945 in Neufriedenheim) war ein deutscher Psychiater.

## Leben

Heilanstalt Neufriedenheim um 1900

Rehm studierte Medizin und arbeitete danach bei Bernhard von Gudden, dem Leiter der Kreisirrenanstalt in Giesing. Als Prinzenarzt betreute er im Schloss Fürstenried von 1883 bis 1884 den geisteskranken Prinzen Otto, den jüngeren Bruder von König Ludwig II. Im Jahr 1886 wurde Rehm stellvertretender Leiter der Kreisirrenanstalt. Als Bernhard von Gudden kurz darauf mit Ludwig II.im Starnberger See ertrank, übernahm Rehm kurzfristig die Leitung der Kreisirrenanstalt. Danach arbeitete er unter Guddens Nachfolger Hubert Grashey als Oberarzt. 1892 ging er als leitender Arzt zur damals vor den Toren der Stadt gelegenen privaten Heilanstalt Neufriedenheim im heutigen Münchener Stadtbezirk Sendling-Westpark. Ein Jahr später konnte Rehm die Klinik günstig erwerben. Mit seiner Familie lebte er in der Direktorenvilla der Kuranstalt Neufriedenheim für Nerven- und Gemütskranke beider Geschlechter. Die Villa fiel Ende der 1960er Jahre dem Bau der Autobahn A96 zum Opfer.
Die Kuranstalt wurde für etwa 90 Patienten ausgebaut, sie hatte einen internationalen Ruf. Als einer der ersten Mediziner in München setzte Rehm die Psychoanalyse nach Sigmund Freud als Heilmethode für psychisch Kranke ein. Er war auch Ärztefunktionär und engagierte sich für die Reform des bayerischen Irrenwesens.
Zum 1. April 1933 trat Rehm der NSDAP bei (Mitgliedsnummer 1.665.376). Als politischer Leiter der NSDAP-Ortsgruppe München-Laim-West übernahm er das Amt für Ärzte. Entgegen der Nazi-Ideologie duldete der ansonsten überzeugte Nationalsozialist noch bis Mitte 1941 die Betreuung jüdischer Patienten durch seinen Schwiegersohn Leonhard Baumüller.
Ende 1941 verkaufte der inzwischen senile Rehm unter dem Einfluss seiner zweiten jungen Ehefrau die Klinik gegen den erbitterten Widerstand seiner Familie aus erster Ehe an die Nationalsozialistische Volkswohlfahrt.

## Ehrungen
Ernst Rehm wurde zum Königlichen Hofrat (1910) und zum Geheimen Sanitätsrat      ernannt (1924).
Für seine zeitweiligen Fortschritte bei der Behandlung des geisteskranken Herzogs Siegfried in Bayern erhielt Rehm von König Ludwig III. (Bayern) 1917 den Orden vom Heiligen Michael (Bayern-Kurköln).
In Neuried ist die Dr.-Rehm-Straße nach ihm benannt.